# 몽금포
몽금포(夢金浦)는 황해남도 룡연군 몽금포리에 있는 미포구로서 북으로 초도, 남으로 장산곶(長山串)이 바라보이는 곳에 위치한다. 남북 2km, 동서 8km에 달하는 백사장이 펼쳐져 있고, 앞에는 모래산이 가로 막고, 뒤로는 낙락장송이 병풍처럼 둘러서서 백사청송의 조화를 이루고 있다. 특히 6·7월이면 해당화가 붉게 피어, 이른바 3합(백사·청송·해당화)의 조화로 널리 알려져 있다. 몽금포의 절경은 금사낙조(金砂落照)이며 승선봉(勝仙峰)에서 바라보면 형용키 어렵다. 여기서 나는 모래는 유리 원료로 쓰인다.

## 몽금포 작전
1949년 8월 17일, 북한의 산발적인 도발에 대한 대응으로 몽금포 작전이 실행된 곳이기도 하다.

## 창작물
- 몽금포 타령[2]